# Mali Cvjetnić
Mali Cvjetnić – wieś w Bośni i Hercegowinie, w Federacji Bośni i Hercegowiny, w kantonie uńsko-sańskim, w mieście Bihać. W 2013 roku liczyła 10 mieszkańców, z czego większość stanowili Serbowie.